# Melanomma auricinctaria
Melanomma auricinctaria är en fjärilsart som beskrevs av Augustus Radcliffe Grote 1875. Melanomma auricinctaria ingår i släktet Melanomma och familjen nattflyn. Inga underarter finns listade i Catalogue of Life.